# Glaciar do Calderone
O glaciar do Calderone  (em italiano:  Ghiacciaio del Calderone),  literalmente glaciar do panelão, é um glaciar situado no maciço do Gran Sasso d'Italia nos Abruzos (Itália). Fica sob o Corno Grande, o pico mais alto dos Apeninos.
Com o desaparecimento do glaciar do Corral del Veleta (37° N) em 1913, que estava na Sierra Nevada (Espanha), "Il Calderone" tornou-se o glaciar mais meridional da Europa (42°28′N, 13°33′E). Com a atual tendência para o derretimento, o Calderone terá certamente o mesmo destino que o Corral del Veleta.
Em 1794, o Calderone tinha um volume estimado de mais de 4 milhões de metros cúbicos. Em 1916, o volume já só era de 3,3 milhões, e em 1990, de apenas 360931 m³. Em 1998 os glaciólogos italianos num simpósio em L'Aquila predisseram que o Calderone desapareceria em poucas décadas.

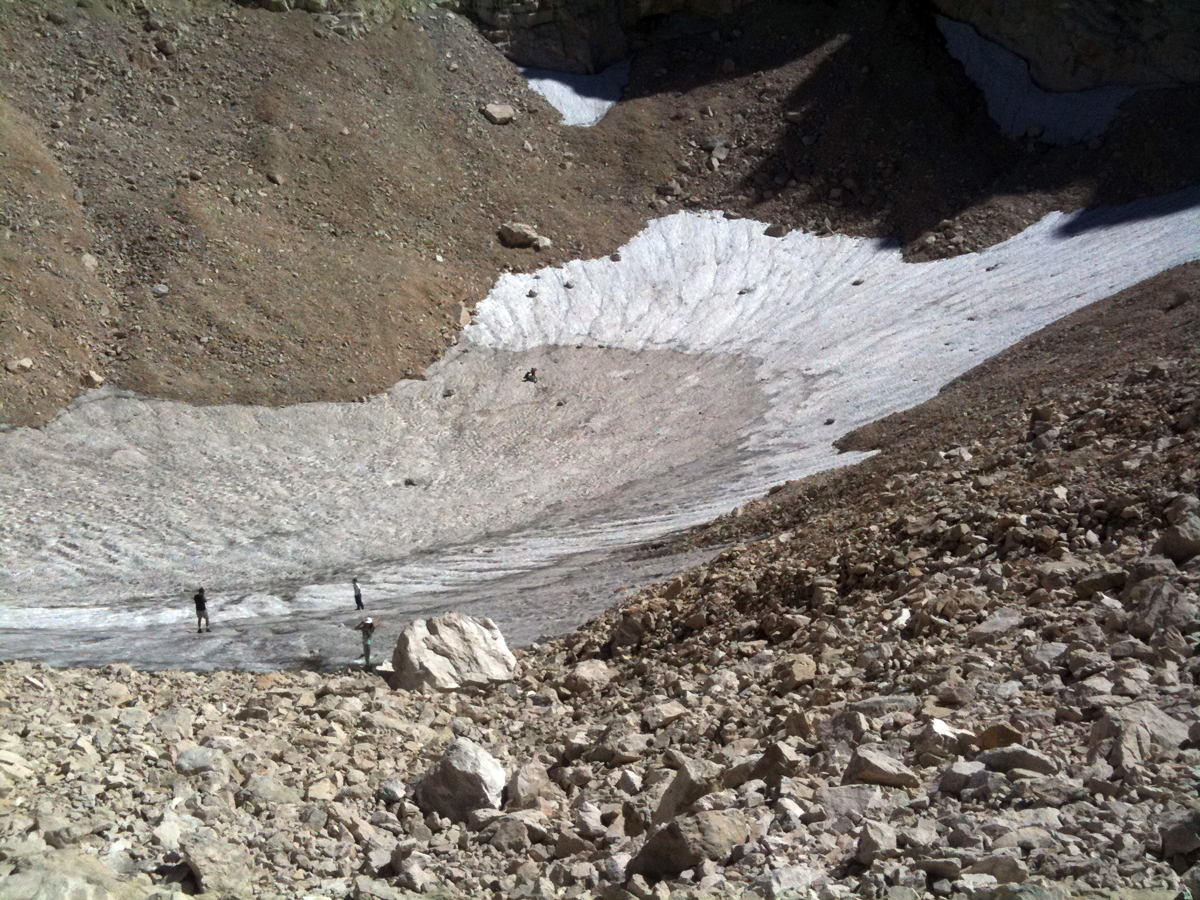
O glaciar em setembro de 2011.

| Diminuição do volume e área do Glaciar do Calderone: |         |           |
| Ano                                                  | Area m² | Volume m3 |
| 1794                                                 | 104257  | 4332207   |
| 1884                                                 | 90886   | 3382166   |
| 1916                                                 | 63335   | 3386485   |
| 1934                                                 | 59713   | 2461529   |
| 1960                                                 | 60030   | 1729934   |
| 1990                                                 | 52586   | 360931    |
| 2005                                                 | 32900   | ---       |
| 2006                                                 | 32700   | ---       |
| 2008                                                 | 35545   | ---       |